# 화목초등학교
화목초등학교는 대한민국 경상북도 청송군 현서면 구산리에 있는 공립 초등학교다.

## 학교 연혁
- 1921년 2월 15일 4년제 화목공립보통학교 설립 인가
- 1921년 4월 1일 화목공립보통학교 개교
- 1935년 4월 1일 화목공립보통학교 부설 월정간이학교 설립 인가 및 개교
- 1938년 4월 1일 화목공립심상소학교 개편
- 1940년 4월 15일 화목공립심상소학교 부설 수락간이학교 설립 인가
- 1940년 5월 1일 수락간이학교 개교
- 1941년 4월 1일 화목공립국민학교 개편
- 1943년 9월 20일 수락간이학교 폐교
- 1985년 3월 1일 특수학급 1학급 인가
- 1990년 3월 1일 수락국민학교 분교장 격하 편입, 무계분교장 편입
- 1991년 3월 1일 무계분교장 폐교 및 본교 통폐합
- 1994년 3월 1일 병설유치원 1학급
- 1994년 3월 15일 급식소 개소
- 1995년 3월 1일 수락분교장 폐교 및 본교 통폐합
- 1996년 3월 1일 화목초등학교 개편
- 2002년 3월 1일 월정초등학교 폐교 및 본교 통폐합
- 2020년 1월 8일 제96회 졸업(총5,191명)
- 2020년 3월 1일 제33대 최원혜 교장 부임
- 2021년 2월 5일 제97회 졸업(총5,202명)

## 학교 상징
- 교화 : 라일락
- 교목 : 전나무

## 참고 문헌
- 화목초등학교 - 한국교육학술정보원 학교알리미